# Santa Cruz (freguesia)
A Freguesia de Santa Cruz, com sede na cidade que lhe deu o nome, é uma freguesia portuguesa do Município de Santa Cruz,  com 28,1 km² de área e 7136 habitantes (censo de 2021), tendo, por isso, uma densidade populacional de 254 hab./km².
A freguesia foi criada no segundo quartel do século XV. As Ilhas Desertas dependem administrativamente da freguesia de Santa Cruz.

## Demografia
A população registada nos censos foi:
| Distribuição da População por Grupos Etários | Distribuição da População por Grupos Etários | Distribuição da População por Grupos Etários | Distribuição da População por Grupos Etários | Distribuição da População por Grupos Etários |
| -------------------------------------------- | -------------------------------------------- | -------------------------------------------- | -------------------------------------------- | -------------------------------------------- |
| Ano                                          | 0-14 Anos                                    | 15-24 Anos                                   | 25-64 Anos                                   | > 65 Anos                                    |
| 2001                                         | 1121                                         | 941                                          | 3126                                         | 882                                          |
| 2011                                         | 1167                                         | 844                                          | 4146                                         | 1067                                         |
| 2021                                         | 1014                                         | 754                                          | 4042                                         | 1326                                         |